# Nitroglicerinski flaster
Nitroglicerinski flasteri ili transdermalni flasteri nitroglicerina su medicinski lekoviti preparati koji se koriste za sprečavanje pojave anginoznog bola (bol u prsima) kod pacijenata koji boluju od koronarne arterijske bolesti (sužavanje krvnih sudova srca). Mogu se koristiti samo za sprečavanje napada angine pektoris, ali ne i za lečenje napada angine pektoris nakon što je on već započeo.

## Opšte informacije
Nitroglicerin, koji je glavna komponenta ovih flastera je u klasi lekova koji se nazivaju vazodilatatori, pod kojim se smatraju organski nitrati koji se najčešće koriste za lečenje ishemijskih bolesti srca (angina pectoris) i prevenciju infarkta srca. Organski nitrati opuštaju vaskularne i druge glatke mišiće izazivajući dilataciju vena, što smanjuje centralni venski pritisak i udarni volumen. Njihovo delovanje na vene je izraženije prilikom ustajanja, što može da izazove pad pritiska i nesvesticu. Kod srčanog preopterećenja izazvanog povišenim krvnim pritiskom smanjuje se potrošnja kiseonika u miokardu. Koronarna vazodilatacija, nastala upotrebom vazodilatatora, povećava protok krvi u srčanom mišiću, što izaziva veliki porast sadržaja kiseonika u krvi koronarnog sinusa.
Gliceril trinitrat ili nitroglicerin je najpoznatiji predstavnik (lek) iz grupe vazodilatatora. On se brzo inaktiviše metaboliziranjem u jetri i može se koristiti kod/kao:
- svih oblika povremenih srčanih bolova (napadi angine pectoris),[12]
- mera prevencije kod stabilne angine pectoris,[13][14]
- akutnog infarkta srca,
- akutne insuficijencije miokarda.

Zbog dobre resorpcije kroz kožu, produženo dejstvo nitroglicerina se postiže aplikacijom transdermalnih flastera. Ovi flasteri lepe se na kožu i mogu ostati na njoj maksimalno 12 sati. Nakon toga se skidaju, a sledeća aplikacija flastera indikovana je tek 12 sati nakon skidanja predhodnog flastera. To znači da se transdermalni flasteri aplikuju jednom u 24 sata. Obično se stavljaju ujutru i ostaju na kože preko celog dana, a uveče se skidaju sa nje. Takođe, indikovana je i promena mesta aplikacije kod svake naredne upotrebe.
U početku lečenja nitroglicerinom često se javljaju glavobolje. Klinička praksa je dokazala da ova učestala nuspojava nestaje nakon dugotrajnije upotrebe gliceril-trinitrata. Takođe, nakon većih doza može doći do pada arterijskog pritiska i ortostatske hipotenzije, što može biti praćeno povećanjem srčanog ritma, vrtoglavicom i slabošću.
Problemi sa isprekidanom terapijom nitartima
Nitroglicerin (gliceril trinitrat) koji se koristi duži niz godina sublingvalnim putem za lečenje akutnih anginalnih napada, posljednjih godina poprimio je novi ili transdermalni oblik unošenje nitroglicerina koji je postao popularna u profilaksi protiv angine pektoris.
Međutim, čini se da tolerancija prema nitratima predstavlja terapeutski problem za sve dugotrajno delujuće nitrate bez obzira na mehanizam primene, a javlja se kod većine bolesnika sa stabilnom anginom pektoris lečenih kontinuiranom 24-satnom primenom nitroglicerinskih flastera. 

Kako su neka istraživanja pokazala da kontinuirana 24-satna plazma koncentracija nitroglicerina nije poželjna, potrebni su alternativni pristupi terapiji nitroglicerinskim flasterima. Jednostavna metoda za smanjivanje tolerancije transdermalnim nitroglicerinskim flasterima je uklanjanje flastera pre spavanja i ponovno nanošenje novog flastera ujutro.
| „ | Takva isprekidana terapija, koja omogućava period bez patch-a, kod većina pacijenata utiče na pojavu nekoliko napada angine pektoris tokom noći, a optimizira osetljivost na nitrate tokom dana. U tom smislu treba razjasniti mesto i ulogu isprekidane terapije nitroglicerinskim flasterima u lečenju stabilne angine daljnjim proučavanjem, posebno upoređivanjem sa drugim dugotrajnim oblicima nitrata. U tom smislu treba imati u vidu da nema dovoljno podataka koji bi preporučili upotrebu transdermalnih nitroglicerinskih flastera za lečenje bolesnika sa nestabilnom anginom pektoris ili kongestivnim zatajenjem srca. | ” |

## Način upotrebe
Nitroglicerinski flasteri koji se prodaju u obliku flaster za nanošenje na kožu, obično se primjenjuje jednom dnevno, i nose se 12 do 14 sati, a zatim se uklanjaju. Pre nanošenja flastera pacijent vrši izbor mesta na gornjem delu tela ili nadlakticama i na njemu nanosi flaster. Nesme se nanositi flaster na ruke ispod laktova, na noge ispod kolena ili na naborima kože. Nanošenje flastera treba obaviti na čistu (opranu sapunom i vodom) i suvu kožu, na delu koja je bez dlaka koja nije nadražena, bez ožiljka, opekotina i žuljeva.
Svaki dan, u isto vreme, flaster treba lepiti na drugo područje na telu i nikako ne nanositi više ili manje flastera dnevno od onoga što je propisao lekar.
Tokom nošenja flastera pacijent može da obavlja sve aktivnosti, uključujući i tuširanje. A ukoliko flaster popusti ili se odlepi, treba ga zamenite svežim.
Ako pacijent propusti terapiju čim to uoči ako je isteklo vreme predviđeno za njegovo lepljenje,  preskoče propušteni flaster i nastavlja sa redovnim rasporedom doziranja. 
Uklan janje flastera treba biti u redovno u određeno vreme, čak i ako je primenjen kasnije nego obično. Nesmeju se nanositi dva flastera u isto vreme kako bi se nadoknadila propuštena doza.

## Čuvanje leka
Ovaj lek treba čuvajte izvan domašaja dece, na sobnoj temperaturi i dalje od izvora toplote i vlage (ne u kupatilu). Baciti sve flaster koji su zastareli (istekao rok upotrebe) ili više nisu potrebni.

## Neželjena dejstva
Od neželjenih dejstava tokom upotrebe nitroglicerina u ovom obliku mogu se javiti:
- sporo ili brzo otkucavanje srca
- bol u prsima
- osip po koži
- svrabež,
- otežano disanje ili gutanje.

Nitroglicerinski flasteri mogu uzrokovati i druge nuspojave, o kojima pacijent treba odmah da upozna lekara.

## Simptomi predoziranja
Simptomi predoziranja leka mogu biti:
| - glavobolja i zbunjenost - groznica - vrtoglavica - sporo ili ubrzano lupanje srca - mučnina, povraćanje, krvava dijareja - nesvestica | - kratkoća daha - znojenje, hladna, ljepljiva koža - gubitak sposobnosti kretanja tijela - koma (gubitak sviesti tokom određenog vremena) - neurološki napadi. |

## Spoljašnje veze
- Nitroglycerin Transdermal Patch — www. medlineplus.gov (језик: енглески)

|  | Molimo Vas, obratite pažnju na važno upozorenje u vezi sa temama iz oblasti medicine (zdravlja). |